# Ērika Gricijenko
Ērika Gricijenko (* 30. November 2002) ist eine lettische Fußballspielerin. Seit 2021 ist die Mittelfeldspielerin auch A-Nationalspielerin.

## Karriere

### Vereine
Gricijenko begann in der Fußballakademie Rīgas Futbola skola mit dem Fußballspielen. 2020 wechselte sie zum SFK Rīga und wurde als Kaderangehörige 2022 und 2023 lettische Meisterin. 2024 gab sie ihr Profidebüt und steuerte in 19 Spielen vier Tore bei.

### Nationalmannschaft
Gricijenko absolvierte ab 2015 diverse Spiele für die lettische U15-, U17- und die U19-Nationalmannschaft. Am 30. November 2021, ihrem 19. Geburtstag, debütierte sie bei der 0:20-Niederlage im WM-Qualifikationsspiel gegen England für die lettische A-Nationalmannschaft, als sie in der 85. Spielminute für Tatjana Baličeva eingewechselt wurde. Seitdem absolvierte sie zwei weitere Länderspiele. Für ein größeres Turnier konnte sie sich mit Lettland bislang nicht qualifizieren.